# 누가 백만장자와 결혼하는가?
《누가 백만장자와 결혼하는가》는 KBS 2TV에서 2000년 6월 7일에 방영된 드라마시티이다.

## 줄거리
이 드라마는 "매스미디어에 의해 잘 포장된 인간의 원초적인 저질성, 유치하게 포장된 백만장자한테 아무 생각없이 목매는 한심한 여자가 너무 많은 현실"을 꼬집음으로써 물질만능의 속물적 발상이 통하고 마는 이 세상을 이야기한다.

## 등장 인물

### 주요 인물
- 김상경 : 오진영 역
- 허영란 : 김다혜 역
- 이석 : 이현섭 역
- 권이지 : 최진희 역
- 최종원 : 양승헌 역
- 김하균 : 팀장 역
- 배도환 : 이벤트 진행자 역

### 그 외 인물
- 김서형 : 편의점녀 역
- 허정규 : 편의점남 역
- 이지영
- 권도경
- 송은영
- 함소원 : 리포터 역
- 이경하
- 권경미
- 한주연
- 정준미

### 우정출연
- 성세정
- 김선화